# エレア派
エレア派は、南イタリア（マグナ・グラエキア）のルカニアのギリシア植民地エレア（現在のサレルノ県のヴェリア Velia）における、前ソクラテス期の哲学の学派である。

## 概要
パルメニデスによって紀元前5世紀の初期に創立された学派で、この学派に属するのは、他にエレアのゼノン、サモスのメリッソスがいる。クセノパネスも、しばしば異論があるとはいえ、このリストに加えられることがある。

## 歴史
この学派は、その主要な代表者であるパルメニデスとゼノンの居住地である南イタリアのギリシア都市エレアにその名を負っている。その基礎はしばしばコロポンのクセノパネスに帰せられるが、後代のエレア派の教説には彼の思想に拠っている部分がかなりあるとはいえ、やはりこの学派の創始者はパルメニデスと看做すほうがより正しいだろう。
クセノパネスは紀元前6世紀の半ばに初期ギリシアの神話への最初の攻撃を行った。そこにはホメロスとヘシオドスの詩によって神聖化された擬人的な体系への攻撃が含まれた。パルメニデスの手によって、この自由思想の精神は、形而上学的な方向で発展した。しかし、その後、そうした思想がエレアの当時の通念に反していたからか、または、方向性の過ちのためか、議論は、運動の可能性などの言葉の上での論争に変質した。この派の最良の成果はプラトンの形而上学によって取り入れられた。

## 哲学
エレア派は感覚的な経験の認識論的な妥当性を拒絶した。その代わりに、論理的な明快さと必然性を、真実性の基準とみなした。そのメンバーであるパルメニデスとメリッソスは疑い得ない強固な前提の上に議論を構築した。ゼノンはそれに対し、主として背理法を採用し、相手の前提が矛盾に導かれることを示すことで、その議論を破壊しようと試みた。
エレア派の主要な教説は、すべての存在を第一の物質によって説明する初期の自然哲学者への、そして、すべての存在を永遠の変化とみなせるだろうと述べたヘラクレイトスの理論への対抗の中で発達した。エレア派は事物の真の説明は存在の普遍的な統一性という概念にあるという考えを維持した。その教説に拠れば、感覚はこの統一性を捉えることはできない。感覚の報告するところは一貫していないからである。思考によってのみ、感覚による虚偽の見かけを超えて、存在についての知識、すべては一であるという根源的真実に到達できるのである。さらに、創造はありえないとされた。非存在が存在になることは、ものが異なるものから起因することはありえないために、ありえないからである。かれらはここで、「ある」という語の多義性に由来する誤謬を犯している。それは実在を意味すること（「がある」）も、主語と補語をつなぐ繋辞となること（「である」）もあるのである。
エレア派の結論は後にソクラテス前期の後の哲学者やアリストテレスによって否定されたが、その議論は真剣に受け取られ、その時代の議論や論争の水準を高めるのに貢献した。彼らの影響は長く残ったと考えられ、ソフィストのゴルギアスは、その作品「自然について、あるいは存在しないものについて」でエレア派のやり方で議論し、プラトンは『パルメニデス』でかれらに言及している。それだけでなく、古代のかなりの後の時期の哲学者たちも、エレア派から方法や原理を借りている。